# Krpelianský derivačný kanál
Krpelianský derivačný kanál, nazývaný také Krpelianský kanál nebo Derivačný kanál Váhu, je umělý vodní derivační kanál na řece Váh v okrese Martin v Žilinském kraji v Turčianské kotlině na Slovensku. Kanál patří do soustavy vodních děl Vážská kaskáda.

## Další informace
Krpelianský derivačný kanál byl postaven v letech 1951 až 1960 a má délku 17,35 km. Vznikl z rozdvojení proudu řeky Váh v hrázi vodní nádrže Krpeľany, kde se nachází také vodní elektrárna Vodná elektráreň Krpeľany, v obci Krpeľany. Pak teče přes Turany, Sučany, Turčianske Kľačany a Lipovec, kde se opět zprava napojuje na Váh. Sklon derivačního kanálu je po většině jeho délky menší než průměrný sklon řeky Váh, což je výhodně využito také k výrobě elektrické energie přepadem vody ve vodních elektrárnách (Vodná elektráreň Krpeľany, Vodná elektráreň Sučany, Vodná elektráreň Lipovec). V 10. letech 21. století byl kanál vypuštěn a opravován. Kanál je také rybářským revírem.

## Galerie

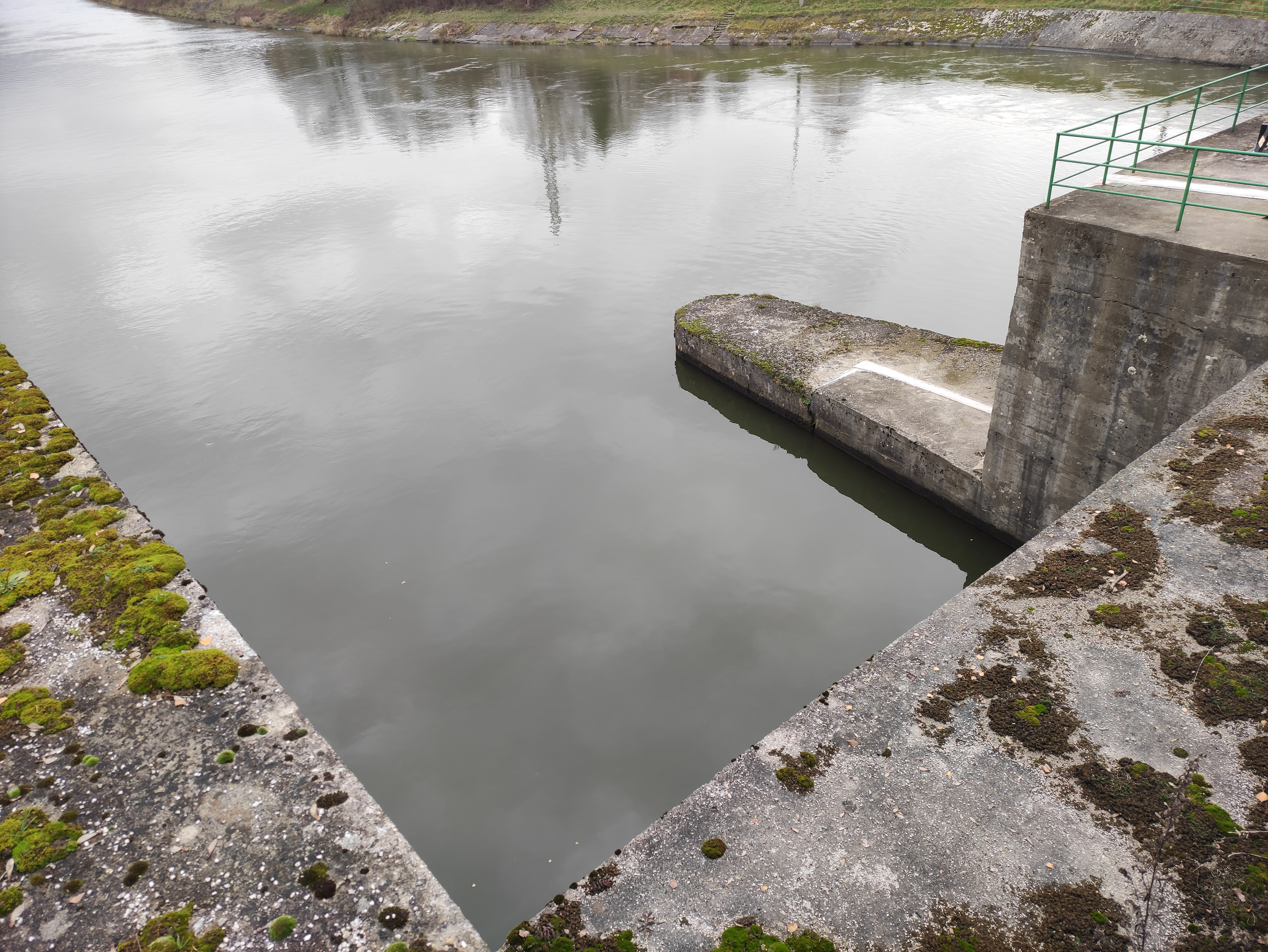
Horní část u elektrárny
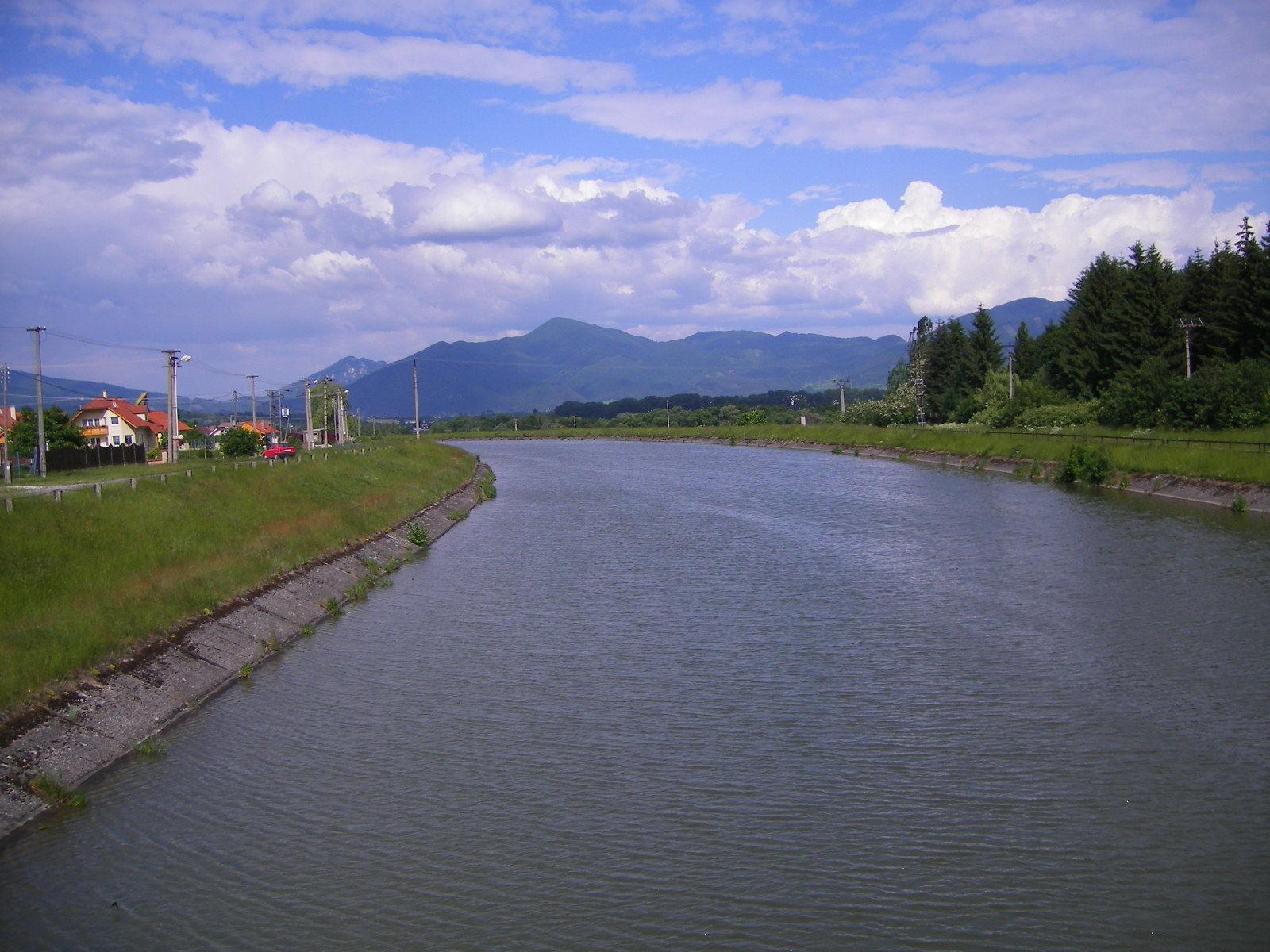
Horní část focená z prvního mostu